# 17859 Galinaryabova
17859 Galinaryabova è un asteroide della fascia principale. Scoperto nel 1998, presenta un'orbita caratterizzata da un semiasse maggiore pari a 3,0666339 UA e da un'eccentricità di 0,0563943, inclinata di 10,41487° rispetto all'eclittica.